# 赤外線撮像素子

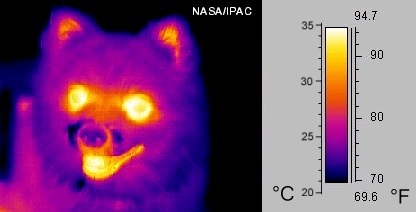
赤外線撮像素子で撮影した子犬

赤外線撮像素子とは赤外線センサを用いた撮像素子である。

## 概要
赤外線撮像素子には一次元的に配置された直線型と二次元的に配置された面型がある。一次元の撮像素子は鏡等で走査したり、気象衛星や地球観測衛星などの人工衛星に搭載する場合は人工衛星自体が回転したり移動することによって走査する。一般的に二次元の撮像素子よりも一次元の撮像素子の方が高分解能を得られる。
遠赤外線領域を検知する映像装置を使うと、熱源となる物体や生物が発する遠赤外線を検出して撮影することができる。被写体自身が発光体として認識されるため、外部の光源が一切無い状態でも認識することができる。遠赤外線は近赤外線よりも更に波長が長いため透過性なども大きく、反射面の表面が多少荒れていても反射するが、映像装置としては極めて分解能が低くなり、動画を撮影する場合、可視光のカメラと比較して残像が長く残る。遠赤外線の強度を解析することで温度分布を割り出し表示する映像装置が、サーモグラフィー（熱映像）である。通例、高温の部分を赤い色で、低温の部分を青い色で表示するものが多い。
赤外線撮像素子を用いることで、肉眼で見える像とは異なる映像を撮影することができる。例えば、波長が長いため可視光に比べて散乱しにくい性質を利用して、煙や薄い布などを透過して向こう側の物体を撮影するために用いることができる。
また、赤外線は目に見えないため、夜間に被写体を近赤外線光源で照らしても被写体に気付かれることなく撮影することができる。夜行性の野生動物を撮影する用途に用いられるほか、防犯用途として相手を刺激せずに撮影することができる。近年の世界的な治安悪化で、近赤外線まで感度分布を持つCCDと赤外線LED照明を使用した監視カメラが、街中の監視カメラや各種料金所ゲートのカメラ、家庭用のドアホンまで幅広く利用されてきている。100m先の物体を照らすことのできる光源も存在する。軍事用の暗視スコープでも、ライトや星から放たれるわずかな可視光線のほかに、近赤外線を増幅して明瞭な画像を得ている。

## 用途
- 赤外線カメラ
- 赤外線フィルム
- 赤外線捜索追尾システム
- FLIR
- サーモグラフィー